# Racing Rioja Club de Fútbol
El Racing Rioja Club de Fútbol és un club de futbol amb seu a Logronyo, La Rioja. Fundat l'any 2018, juga a Tercera Federació, i celebra els partits a casa al Camp de Futbol El Salvador, amb una capacitat de 1.160 persones.

## Història
Fundat l'any 2018, el club va presentar la seva inscripció a la Federació de Futbol de La Rioja l'agost d'aquell any, entrant immediatament a la Regional Preferent. En la seva segona temporada, el club va assolir l'ascens a Tercera Divisió després de quedar primer a la primera categoria, assegurant també una plaça a la Copa del Rei.
A la Copa del Rei 2020-21, el club es va classificar per a la primera ronda, però va ser eliminat pel conjunt de la Lliga SD Eibar.

## Temporada a temporada
| Temporada | Nivell | Divisió    | Lloc    | Copa del Rei  |
| --------- | ------ | ---------- | ------- | ------------- |
| 2018–19   | 5      | Reg. Pref. | 7è      |               |
| 2019-20   | 5      | Reg. Pref. | 1r      |               |
| 2020-21   | 4      | 3a         | 1r / 1r | Primera ronda |
| 2021–22   | 4      | 2a RFEF    | 7è      | Primera ronda |
| 2022–23   | 4      | 2a Fed.    | 17è     | Primera ronda |
| 2023–24   | 5      | 3a Fed.    |         |               |

- 2 temporades a Segona Federació /Segonda Divisió RFEF
- 1 temporada a Tercera Divisió
- 1 temporada a Tercera Federació

## Antics jugadors
- Yuan Yung-cheng – Internacional juvenil amb Taiwan[3]